# Număr puternic
Un număr puternic este un număr întreg pozitiv m cu proprietatea că, dacă este divizibil cu numărul prim p, atunci este divizibil și cu p2. Numerele puternice au fost studiate de Paul Erdős și de George Szekeres și-au fost denumite de Solomon W. Golomb.  Din definiție, este evident că un număr puternic este produsul unui număr pătrat și al unui număr cub, adică un număr m de forma m = a2b3, unde a și b sunt numere întregi pozitive.
Următoarea este o listă a tuturor numerelor puternice cuprinse între 1 și 1000:
1, 4, 8, 9, 16, 25, 27, 32, 36, 49, 64, 72, 81, 100, 108, 121, 125, 128, 144, 169, 196, 200, 216, 225, 243, 256, 288, 289, 324, 343, 361, 392, 400, 432, 441, 484, 500, 512, 529, 576, 625, 648, 675, 676, 729, 784, 800, 841, 864, 900, 961, 968, 972, 1000, ...